# Тібор Дері

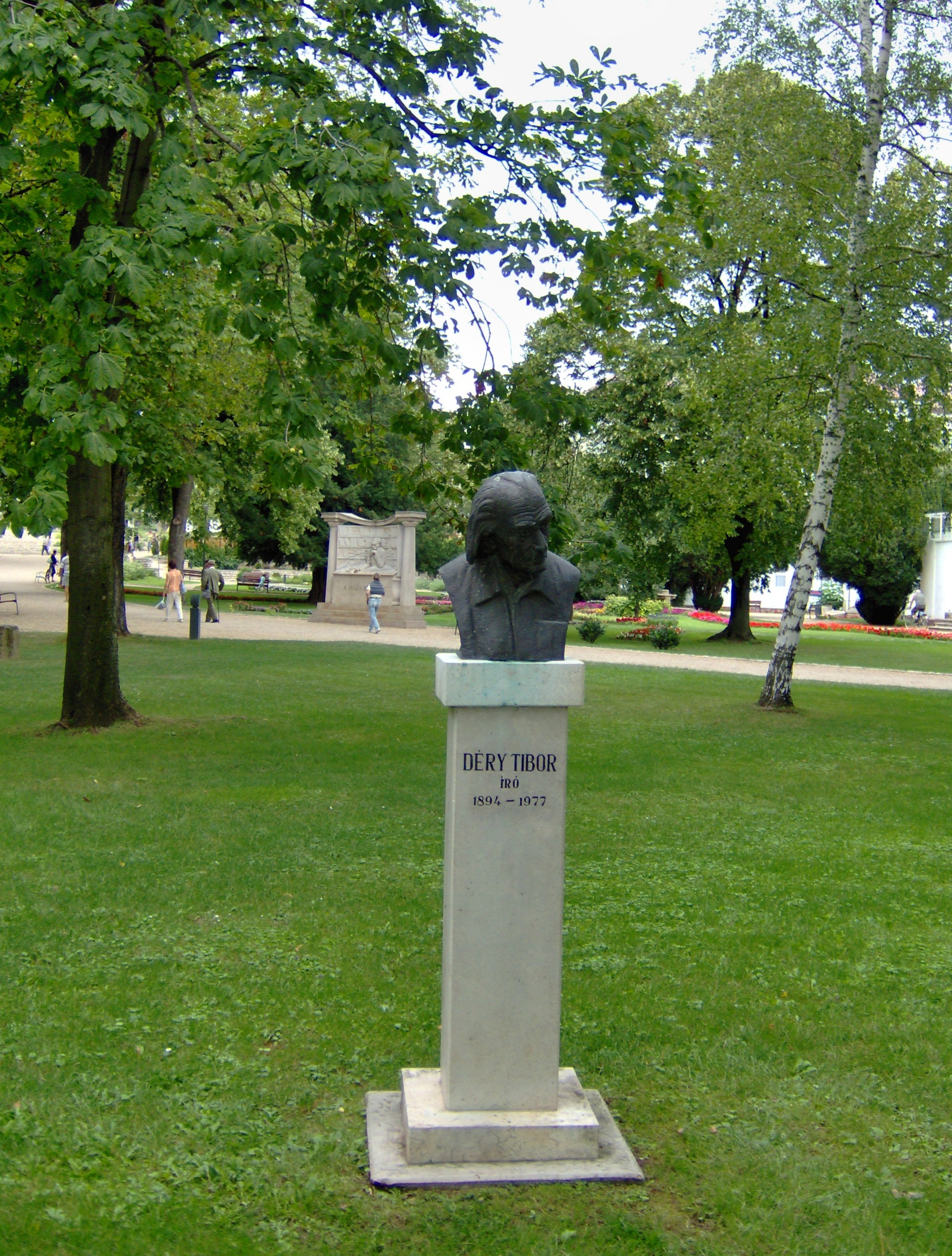
Погруддя Тібора Дері в Балатонфюреді.

Ті́бор Де́рі (угор. Déry Tibor; 18 жовтня 1894, Будапешт — 18 серпня 1977, Будапешт) — угорський прозаїк, поет, драматург, перекладач і журналіст. Став засновником дадаїзму та сюрреалізму в Угорщині. Дєрдь (Ґеорґ) Лукач назвав його «найбільшим аналітиком сутності людини наших часів». Свого часу Тібор Дері надихався екзистенціалізмом.

## Біографія
Тібор Дері народився в сім'ї єврейського фабриканта. Мати була австрійка, тому вдома говорили німецькою. З 1911 по 1912 р. Тібор жив у Швейцарії, де навчався в комерційній академії. У 1913–1918 роках працював управителем на тартаку батькового брата, причому почав із того, що організував страйк на цьому підприємстві. 1917 року дебютував як літератор у модерністському журналі «Nyugat» («Захід») еротичною повістю «Лія». У 1918 р. став членом комуністичної партії, а наступного року взяв участь у націоналізації маєтків батька та дядька й таким чином довів цих уже літніх людей до смерти. Після розгрому Угорської Радянської республіки емігрував до Відня, де працював у часописах «Bécsi Magyar Ujság» («Віденська угорська газета») і «Ма» («Сьогодні»).
У 1924–1926 роках жив у Франції, а з 1929 по 1935 р. — у Німеччині, Італії, Чехословаччині та інших європейських країнах. 1933 року, коротко побувши в Дубровнику, він приїхав на Різдво до Відня й став членом Республіканського шуцбунду та Австрійської червоної допомоги. У лютому 1934 р. взяв участь у п'ятиденній громадянській війні на боці соціал-демократів, а після їхньої поразки мусив утекти на Мальорку. На той час Дері публікувався в журналі «Documentum». У Берліні він зійшовся з експресіоністами і співпрацював із журналом Герварта Вальдена «Sturm» («Штурм»). На батьківщині, до якої він повернувся 1935 року, створено перші великі роботи Дері. В 1934–1945 працював над найбільшою книжкою свого життя — 1200-сторінковим романом Незакінчена фраза (опубл. 1947, який у фраґментах екранізував Золтан Фабрі (1975). Перед тим Дері написав лише кілька сюрреалістичних віршів та оповідань, п'єсу й повість. Випускав комуністичний журнал «Gondolat» («Думка»), який тоді міг виходити легально.
За часів режиму Міклоша Горті Тібор Дері кілька разів потрапляв до в'язниці, востаннє у 1938 р. — на два місяці за переклад книжки Андре Жіда «Повернення з СРСР». У 1939 році він перебрався до Румунії, де жив і працював нелегально до 1941 року. У 1945 р. він підтримав комуністів, що взяли владу, але невдовзі потрапив у конфлікт із сталіністами. У 1947 р. Дері видавав журнал «Csillag» («Зірка»). Цього ж року письменник одержав премію Баумґартена, а в 1948 р. став лауреатом тільки-но заснованої тоді державної премії Кошута. Тібор Дері був один із найзначніших представників комуністичного руху. 1952 р. його другий том роману «Відповідь» потрапив під нищівну критику міністра культури Йожефа Реваї, тодішнього всесильного володаря в літературному житті Угорщини. У наслідку письменника 1953 р. виключили з компартії, і відтоді він став у лави опозиції. В 1954 р. звернувся до Імре Надя з відкритим листом про потребу широкомасштабних політичних і соціальних реформ.
Разом із іншими лівими інтелектуалами, як-от Дєрдь Лукач, він став натхненником повстання 1956 року, підтримував уряд Імре Надя й узяв активну участь у революції. Однодумцями Тібора Дері були письменники Дюла Ієш і Іштван Еркень. Після розгрому революції Тібор Дері у 1957 році дістав кару — ув'язнення на дев'ять років, незважаючи на протести Томаса Еліота, Альбера Камю та інших літераторів світової слави. Амністований у 1960 р. До 1962 р. його твори були заборонені, й Дері у той час перекладав, зокрема, з німецької твори Кестнера «Еміль і детективи» (1957) і Фейхтванґера «Лиси у винограднику, або Зброя для Америки» (1963). Після того, як Дері вимушено написав самокритичну статтю-каяття, він знову став друкуватися. На ці роки припадає найкращий період його творчости. Незадовго перед смертю, в одному із останніх інтерв'ю на запитання кореспондента про творчі плани Тібор Дері відповів: «Я стара хвора людина, тож хочу дожити до кінця в мирі та спокої». Розчарувавшись у суспільстві, письменник наклав на себе руки.

## Коротка характеристика творчості
З виходом кожної книжки Тібор Дері дивував читачів сміливістю, свіжістю й оригінальністю. Вже після виходу у світ повісти «Лія» йому довелося відбути судовий процес за порушення норм моралі. У романі «Віч-на-віч» Дері описав боротьбу німецьких комуністів проти фашизму. «Незакінчена фраза» показує широку панораму угорського суспільства двадцятих-тридцятих років. У «Відповіді» автор зобразив духовне становлення молодого робітника. Особливої уваги заслуговують пізні твори, зокрема «Пан А. Ґ. в місті Х». Задуману ще на початку тридцятих років, цю непросту книжку важко зарахувати до якогось певного жанру. Умовно її можна назвати фантастичним романом на суспільно-моральні теми. Головні її питання: чи можлива абсолютна свобода, не обмежена рамками порядку? Чи може бути щасливою людина, весь час будучи сама собою, нікому й нічому не підпорядковуючись? До такого світу необмеженої свободи провадить автор свого героя. Дері протиставить два світи: через враження пана А. Ґ. показує химерний, вигаданий світ, а в оповідях головного героя для жителів міста Х відображає, немовби в кривому дзеркалі, образ реального світу тридцятих років. Автор воює на два боки. Не подобається йому світ, у якому «можна вмирати з голоду», але світ, у якому живуть городяни міста Х, нагадує правдиву й страшну карикатуру на соціалізм, — і це, либонь, ще гірший варіант. Повість «Уявний репортаж з американського поп-фестивалю» спрямована проти бездуховности, вона заперечує так звану масову культуру. «Любий бо-пер!..» — це лірично-іронічна психологічна повість. У ній Тібор Дері на почасти автобіографічному матеріалі розмірковує про старіння й зворушливо описує останнє — платонічне — кохання письменника, якому вже поза сімдесят, до своєї молодої й чарівливої невістки.

## Твори

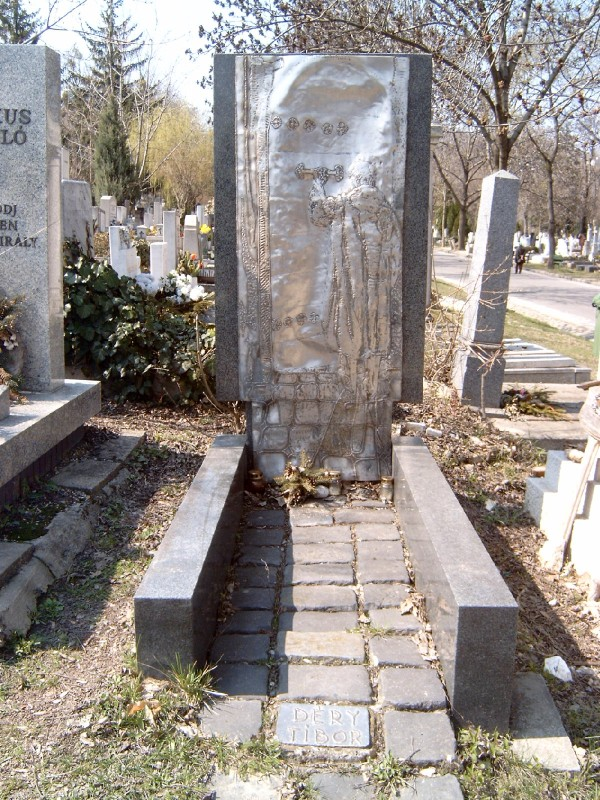
Могила Тібора Дері. Будапешт, цвинтар Фаркашреті.

- «Lia» — «Лія», повість (1917)
- «A két nővér»; Pegazus, Wien, 1921 (Kis magyar könyvek)
- «A kéthangú kiáltás»; Fischer, Wien, 1922
- «Ló, búza, ember». Versek 1921–22; Fischer, Wien, 1922
- «A Kriska». Regény; Agronomul Nyomda, Arad, 1924
- «Az óriáscsecsemő» — «Немовля-гігант», п'єса (1926)
- «Énekelnek és meghalnak»; Genius, Budapest, 1928
- «Ébredjetek fel!»; Genius, Budapest, 1929
- Az éneklő szikla. Regény; Pesti Napló, Budapest, 1930 (Kék regények)
- «Országúton». Regény; Athenaeum, Budapest, 1932
- Dániel Tibor: «Különös árverés»; Literária, Budapest, 1942 (Világvárosi regények, 905.)
- Dániel Tibor: «A peches ember»; Literária, Budapest, 1942 (Világvárosi regények, 911.)
- Dániel Tibor: «A selyempongyola»; Literária, Budapest, 1942 (Világvárosi regények, 919.)
- Verdes Pál: «Áronból ember lesz»; Literária, Budapest, 1942 (Világvárosi regények, 923.)[6]
- Dániel Tibor: «Vikendház Gödön»; Literária, Budapest, 1942 (Világvárosi regények, 927.)
- Dániel Tibor: «Igenis, úrfi!»; Literária, Budapest, 1942 (Világvárosi regények, 936.)
- Dániel Tibor: «A belga kisasszony»; Literária, Budapest, 1942 (Világvárosi regények, 944.)
- Verdes Pál: «Vihar a Dunán»; Literária, Budapest, 1942 (Világvárosi regények, 948.)
- «A tengerparti gyár». Elbeszélés; Szikra, Budapest, 1945
- «Szemtől-szembe» — «Віч-на-віч», роман (1945)
- «Alvilági játékok» — «Пекельні ігри» (1946)
- «Pesti felhőjáték». Szerelmi regény két villámcsapás között; Irodalmi Intézet, Budapest, 1946 (Pesti könyvtár)
- «A befejezetlen mondat» — «Незакінчена фраза», роман (1947)
- «Tükör» — «Дзеркало», драма (1947)
- «Jókedv és buzgalom» — «Бадьорість і завзяття» (1948)
- «Itthon» — «Вдома», драма (1948)
- «A tanúk» — «Свідки», драма (1948)
- «Felelet» — «Відповідь», роман (1950–1952)
- «Felelet». 2. Az ifjúkor felelete. Regény; Szépirodalmi, Budapest, 1952
- «Bálint elindul». Irodalmi forgatókönyv; Szépirodalmi, Budapest, 1953
- «Simon Menyhért születése» — «Народження Шимона Меньгерта» (1953)
- «Hazáról, emberekről». Útijegyzetek; Szépirodalmi, Budapest, 1954
- «Talpsimogató» (1954)
- Két emlék; Szépirodalmi, Budapest, 1955
- Emlékeim az alvilágból; Athenaeum Nyomda, Budapest, 1955 (Békebizottságok kiskönyvtára)
- «Ló meg az öregasszony» — «Кінь і стара жінка» (1955)
- «Niki. Egy kutya története» — «Нікі. Історія собаки», повість-притча (1956)
- «Útkaparó»; Magvető, Budapest, 1956
- «Szerelem» — «Кохання», оповідання (1956)
- «Vidám temetés és más elbeszélések»; sajtó alá rend., utószó Mészáros István; Magyar Könyves Céh, London, 1960 (Magyar Könyves Céh)
- «Szerelem és más elbeszélések»; Szépirodalmi, Budapest, 1963
- «G. A. úr X-ben». Regény; Szépirodalmi, Budapest, 1964 — «Пан А. Ґ. в місті Х», роман
- «A kiközösítő». Regény; Szépirodalmi, Budapest, 1966 — «Анафема», історичний роман
- «Az óriáscsecsemő»; Magvető, Budapest, 1967
- «Theokritosz Újpesten», 1-2.; Szépirodalmi, Budapest, 1967
- «A kéthangú kiáltás»; Szépirodalmi, Budapest, 1968
- «Szembenézni». Jelenet; Magvető, Budapest, 1968
- «Ítélet nincs»; Szépirodalmi, Budapest, 1969 — «Немає вироку», книжка спогадів
- «A felhőállatok»; Szépirodalmi, Budapest, 1970
- «Képzelt riport egy amerikai pop-fesztiválról». Regény; Szépirodalmi, Budapest, 1971 — «Уявний репортаж з американського поп-фестивалю», повість
- «Alkonyodik, a bárányok elvéreznek». Kisregények; Szépirodalmi, Budapest, 1972 (Déry Tibor munkái)
- «A napok hordaléka»; Szépirodalmi, Budapest, 1972 — «Дощові дні»
- «Kedves bópeer…!» Regény; Szépirodalmi, Budapest, 1973 — «Любий бо-пер!..», повість
- «A félfülü». Rémtörténet; Szépirodalmi, Budapest, 1975 — «Одновухий»
- «Újabb napok hordaléka»; Szépirodalmi, Budapest, 1975 — «По кількох дощових днях»
- «A felhőállatok». Válogatott versek, 1-2.; 2., bőv. kiad.; Szépirodalmi, Budapest, 1976 (Déry Tibor munkái)
- «Kyvagiokén»; Szépirodalmi, Budapest, 1976 — «Хтоятакий?»
- «Színház»; Szépirodalmi, Budapest, 1976 (Déry Tibor munkái)
- «A gyilkos és én». Kisregények; Szépirodalmi, Budapest, 1977 (Déry Tibor munkái)
- «Niki». Kisregények; Szépirodalmi, Budapest, 1977 (Déry Tibor munkái)

1978—1989
- «Botladozás». Összegyűjtött cikkek, tanulmányok, 1-2.; összeáll., szerk. Réz Pál; Szépirodalmi, Budapest, 1978 (Déry Tibor munkái)
- «Az ámokfutó». Déry Tibor illusztrált verse / Der Amokläufer. Ein illustriertes Gedicht von Tibor Déry; Múzsák Közművelődési Kiadó–Petőfi Irodalmi Múzeum, Budapest, 1985
- «Vendéglátás». Novellák; vál., utószó Ágoston Vilmos; Kriterion, Bukarest, 1986
- «Képzelt riport egy amerikai popfesztiválról». Regény / Joel Rosenman–John Roberts–Robert Pilpel: Fiatalemberek korlátlan tőkével. A legendás woodstocki fesztivál igaz története, amelyet az a két fiatalember mond el, akik a számlákat fizették; utószó Juhász Tamás, ford. Lehel Zoltán; Népszava, Budapest, 1988 (Híres könyvek)
- «Börtönnapok hordaléka». Önéletrajzi jegyzetek, 1958 / függelék: Válogatás Déry Tibor írásaiból, kiadatlan beszédeiből, 1954—1956; előszó, jegyz., sajtó alá rend. Botka Ferenc; Múzsák, Budapest, 1989 (Irodalmi múzeum)

1990–
- «Válogatott versek, kisregények, novellák»; vál., szöveggond., jegyz. Réz Pál munkája; Szépirodalmi, Budapest, 1991 (Magyar remekírók)
- «Sirályháton»; szöveggond., utószó Botka Ferenc; Balassi, Budapest, 1993
- «Két asszony»; Ciceró, Budapest, 1994
- «Három asszony». Déry Tibor levelezése Pfeiffer Olgával, Oravecz Paulával és Kunsági Máriával; sajtó alá rend. Botka Ferenc; PIM, Budapest, 1995 (Déry archívum)
- «Lia». Korai elbeszélések, 1915—1920; sajtó alá rend. Botka Ferenc; PIM, Budapest, 1996 (Déry archívum)
- «Kék üvegfigurák». Elbeszélések 1921—1929, versek 1916—1937; sajtó alá rend. Botka Ferenc; PIM, Budapest, 1998 (Déry archívum)
- «Knockout úr útijegyzetei». Elbeszélések, 1930—1942; sajtó alá rend. Botka Ferenc; német nyelvű elbeszélések ford. Doromby Károly, Eörsi István, Tandori Dezső; PIM, Budapest, 1998 (Déry archívum)
- «Liebe Mamuskám!». Déry Tibor levelezése édesanyjával; sajtó alá rend. Botka Ferenc, német nyelvű levelek ford. Schulcz Katalin; Balassi–Magyar Irodalmi Múzeum, Budapest, 1998 (Déry archívum)
- «Különös árverés». Regények, 1920—1942; sajtó alá rend. Botka Ferenc; PIM, Budapest, 1999 (Déry archívum)
- «A portugál királylány». Elbeszélések; vál., utószó Réz Pál; Jelenkor, Pécs, 1999 (Millenniumi könyvtár)
- «Sorsfordító évek X.-ben». Kihallgatási jegyzőkönyvek, periratok, börtönírások, interjúk és egyéb művek, 1957—1964; sajtó alá rend. Botka Ferenc, ford. Csala Károly; PIM, Budapest, 2002 (Déry archívum)
- «Szép elmélet fonákja». Cikkek, művek, beszédek, interjúk, 1945—1957; sajtó alá rend. Botka Ferenc; PIM, Budapest, 2002 (Déry archívum)
- «Barátságos pesszimizmussal». «A jövőben nem bízom, menetirányunk rossz». Cikkek, művek, beszédek, interjúk, 1965—1977; sajtó alá rend. Botka Ferenc; PIM, Budapest, 2003 (Déry archívum)
- «A Halál takarítónője a színpadon». Cikkek, nyilatkozatok, jegyzetek 1921—1939. Die glückliche Familie; sajtó alá rend. Botka Ferenc, ford. Schulcz Katalin, Seres Hajnalka; PIM, Budapest, 2004 (Déry archívum)
- «Déry Tibor levelezése (1901—1960, 6 db)»; közread. Botka Ferenc; Balassi–PIM, 2006—2011 (Déry archívum)

## Екранізації
- 1970 — «Любов», реж. Макк Карой, за мотивами новел «Дві жінки» і «Любов»
- 1974 — «141 хвилина з „Незакінченої фрази“», реж. Золтан Фабрі, за мотивами роману «Незакінчена фраза»

## Українські переклади
- «Любий бо-пер!..», в кн. «Сучасна угорська повість». К., 1982.
- «Уявний репортаж з американського поп-фестивалю», «Всесвіт», 1987, № 4.
- «Любий бо-пер!..», видавництво «А-БА-БА-ГА-ЛА-МА-ГА». ISBN 978-617-5850-12-1, 2011.

## Нагороди
- Премія Баумґартена (1947)
- Премія Кошута (1948).

## Ушанування
- З 1984 року в Угорщині вручають премію Тібора Дері.
- У парку угорського міста Балатонфюред встановлено погруддя Тібора Дері.
- Іменем письменника — Déry Tibor utca — названо вулиці в угорських містах Дьєрі, Дьєрладамері та Дьєрі-Мошоні-Шопроні.